# Josep Joaquim Ribó i Palaudàries
Josep Joaquim Ribó i Palaudàries (Caldes de Montbui, Vallès Oriental, mitjan segle xix - Puerto Rico, gener de 1885) fou un publicista i historiador català.
Era fill del farmacèutic Felip Ribó i Sagristà (+1873) i Anna Palaudàries i Broquetas. Va començar molt jove a escriure en diaris barcelonesos, fundant dos setmanaris que tingueren força acceptació; El Examen (1868) i El Siglo XX. Durant el regnat d'Amadeu I es traslladà a Madrid, on fundà i dirigí durant alguns anys un diari polític, econòmic i literari, El Eco de la Pàtria. Primer milità, en el partit conservador, passant més tard al liberal constitucional, que inspirava Sagasta. Dintre del periodisme s'especialitzà en les qüestions històriques i internacionals.
El 1872 es traslladà a La Havana i serví com a voluntari durant la guerra de Cuba. Fruit d'aquesta campanya és la seva obra Historia de los voluntariós cubanos, que publicà al retornar a Madrid. a més, va escriure, La farsa social (Cartas a Emilio) (Barcelona, 1865); Retrato historico de Francisco II (Barcelona, 1867); un estudi biogràfic del poeta i ministre Víctor Balaguer; una novel·la de costums, A bordo del vapor <Guipúzcoa> (Madrid, 1872); un esbós històric sobre el tinent general Joaquim Jovellar, i una voluminosa Colección de tratados celebrados entre España y las demàs naciones desde 1801 hasta Amadeo I, publicada a Madrid el 1871.